# Левин, Леонид Менделевич
Леони́д Ме́нделевич Ле́вин (бел. Леанід Мендэлевіч Левін; 25 июля 1936, Минск — 1 марта 2014, Минск) — советский архитектор, заслуженный архитектор Белорусской ССР (1988), Лауреат Ленинской премии (1970) и премии Ленинского комсомола, Лауреат премии Волгоградского Комсомола, дважды лауреат Государственной премии Республики Беларусь (2003 и 2011), лауреат многих престижных конкурсов и смотров архитектурных работ, Академик Международной и Белорусской Академий архитектуры, Председатель Союза белорусских еврейских общественных объединений и общин с 1991 года.
Один из авторов мемориального комплекса «Хатынь», за который (в составе авторского коллектива) был удостоен Ленинской премии.

## Биография
Родился 25 июля 1936 года в Минске, закончил 13-ю школу.
1954—1960 — учёба в Белорусском политехническом институте.
С 1960 года — работа в Институте «Минскпроект» (от архитектора до руководителя Мастерской по застройке центра Минска).
1960—1967 — участие в создании парка имени 50-летия Советской власти.
1968 — участие в создании выставочного павильона ВДНХ БССР в Минске.
1970 — в составе авторского коллектива был удостоен Ленинской премии за мемориальный комплекс 1968—1969 гг. «Хатынь».
С 1997 года — директор собственной творческой мастерской УП «Творческая мастерская архитектора Л. Левина».
Друзья и коллеги — скульптор Анатолий Аникейчик, архитектор Юрий Градов.
Умер 1 марта 2014 года в Минске. Похоронен 4 марта 2014 года на Центральной аллее Восточного кладбища в Минске.

## Семья
Бывшая супруга — Наталья Николаевна Афанасьева. Дети — дочь Галина.

## Работы

### Республика Беларусь
Основные работы (некоторые в соавторстве):
- Мемориальные комплексы
  - Мемориальный ансамбль «Хатынь» (1969)
  - Мемориальный комплекс «Яма» (территория бывшего Минского гетто)
  - Детям, погибшим в Великой Отечественной войне (на месте детского концлагеря) и от Чернобыльской катастрофы (г. п. Красный Берег Жлобинского района, 2006)
  - Мемориальный комплекс узникам гетто в городе Слуцке
  - Мемориальный комплекс погибшим евреям г. п. Городея (2004)
  - Шунёвка (мемориальный комплекс «Проклятие фашизму»)
  - Мемориальный комплекс «Прорыв» около посёлка Ушачи Ушачского района Витебской области
- Памятники
  - Памятник белорусским партизанам («Прорыв»)
  - Памятник Янке Купале (Минск, 1972)
  - Памятник Якубу Коласу (Минск, 1972)
  - Памятник князю Давиду в Давид-Городке (2000)
  - Памятник жертвам минского гетто (1998—2000, Минск, площадь Юбилейная)
- Проекты зданий:
  - Горком КПБ (1979), МИД
  - ВДНХ (1968)
- Авторство станций Минского метрополитена:
  - «Площадь Ленина» (1984)
  - «Немига» (1990)
- Проект детальной планировки и застройки центра (1970—1975), проспекта Машерова (1980-е)
- Участие в создании парка имени 50-летия Советской власти
- Историческая «Немига» (авторство реконструкции исторической части Минска)
  - «Троицкое предместье» (Минск, 1980—1986)
  - «Верхний город»
  - Улица Немига
  - «Раковское предместье»
- «Шталаг-342» (Молодечно, 1990)
- Квартал художника Марка Шагала в Витебске.

### Другие страны
Памятник погибшим воинам (Бухара, Изюм, Волгоград).

### Сценографии, книги
Выполнил сценографию спектаклей:
- «Полёты с ангелом» (2001)
- «Песня войны» (в соавт., 2005) (Республиканский театр белорусской драматургии)

Книги:
- «Хатынь» (2005) (проза)
- «Скамейка» (проза)
- «Война и любовь» (проза)
- «Мгновения» (поэтический сборник)
- «Пережить пережитое» (альбом)

## Общественная деятельность
- Председатель общества «Беларусь — Израиль»
- Член правления многих международных еврейских организаций.

В качестве общественного деятеля не раз подвергался критике за недостаточное знание реалий еврейской жизни, пассивность в отношениях с органами власти, склонность к авторитарному стилю управления.

## Награды и звания
- Две Почётные грамоты Верховного Совета БССР
- Грамота Верховного Совета БССР
- Орден «За заслуги перед Федеративной Республикой Германия»
- Государственная премия Республики Беларусь, за создание памятника князю Давиду в Давид-Городке (2003)[6][7].
- Звание «Почётный гражданин Жлобинского района» (присвоено в 2009 году) — за значительные успехи в производственной и общественно-культурной деятельности, получившие широкое общественное признание[8].
- Государственная премия Республики Беларусь (2011) — за мемориал «Детям — жертвам Великой Отечественной войны» в Красный Берег (Гомельская область)[7].
- Заслуженный архитектор Белорусской ССР (1988).

## Память
- Решением Минского городского Совета депутатов от 24 декабря 2020 года одной из улиц Минска, расположенной в комплексе «Минск-Мир», было присвоено имя заслуженного архитектора Белорусской ССР Леонида Левина[9]